# Khit
Khit (auch Khid, Thai ผ้าขิต) ist ein gewebter Stoff, der in bestimmten Gegenden in der Nordost-Region (Isan) von Thailand hergestellt wird.

## Handwerk
Das Weben von Khit (ทอผ้าขิต) geschieht von Hand mit traditionellen Webstühlen, mit denen farbige Stoffe – meist in Rot, Violett oder Dunkelgrün – hergestellt werden. Mehr als 70 geometrische Muster und Figuren werden als Kontrast zum farbigen Untergrund eingesetzt und sind meist dunkler gehalten, so dass sie über dem Untergrund zu schweben scheinen. Auch Figuren wie Fische, Elefanten und Schildkröten werden als Muster verwendet, die spezifische traditionelle Namen tragen.
Während Khit die typische Webtradition im Issan darstellt, wird in Zentralthailand der Chokstoff gewebt. Andere Webarten sind Mudmee und Yok.
Früher wurde Khit für traditionelle Hauskleidung benutzt, aber auch für Kissen und Bettlaken. In alten Zeiten war es Sitte, dass die Mädchen die Herstellung von Khit lernten und einige schöne Stücke für ihren künftigen Haushalt anfertigten, bevor sie heiraten konnten. Heute sind Khit-Kleider nur noch während Zeremonien oder zu folkloristischen Anlässen zu sehen.

## Gegenwart
Heute wird Khit in den Provinzen Chaiyaphum, Udon Thani und Yasothon hergestellt, aber auch in Amnat Charoen, Kalasin, Mukdahan, Si Sa Ket und Ubon Ratchathani.
Khit-Weberei ist mit Hilfe von Königin Sirikit vor dem Vergessen bewahrt worden, die Dorfbewohner dazu ermutigte, ihre Traditionen zu bewahren und ihre Produkte über tourismus-orientierte Marketingorganisationen zu verkaufen. Eines der wichtigsten Produkte ist das Khit-Kissen, das Muster des traditionellen Khitstoffes aufweist.